# Sorghum macrospermum
Sorghum macrospermum är en gräsart som beskrevs av Garber. Sorghum macrospermum ingår i släktet durror, och familjen gräs. Inga underarter finns listade i Catalogue of Life.